# Iconophore
Dans le domaine de l'illustration, iconophore est un terme qui désigne une forme particulière d'iconographie (se trouvant habituellement dans des livres), caractérisé par le fait que les noms des objets représentés dans une image commencent par telle ou telle lettre. L'origine de cette pratique remonte à l'enluminure médiévale, mais le lien avec la lettre de l'alphabet était, alors, extrêmement rare, ou bien gratuit.
Du point de vue étymologique, le vocable iconophore provient du grec (eikon signifiant « image » et phoros « qui porte »).
Le vocable a été forgé par Thora van Male, une universitaire française ; son livre, Art Dico, offre un panorama historique de l'usage de ces illustrations dans des dictionnaires français. Elle travaille sur un site web pour faciliter l'étude des iconophores. 

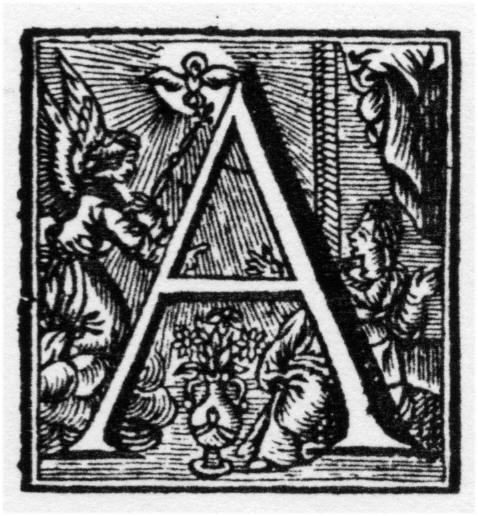
Rochefort Annonciation A

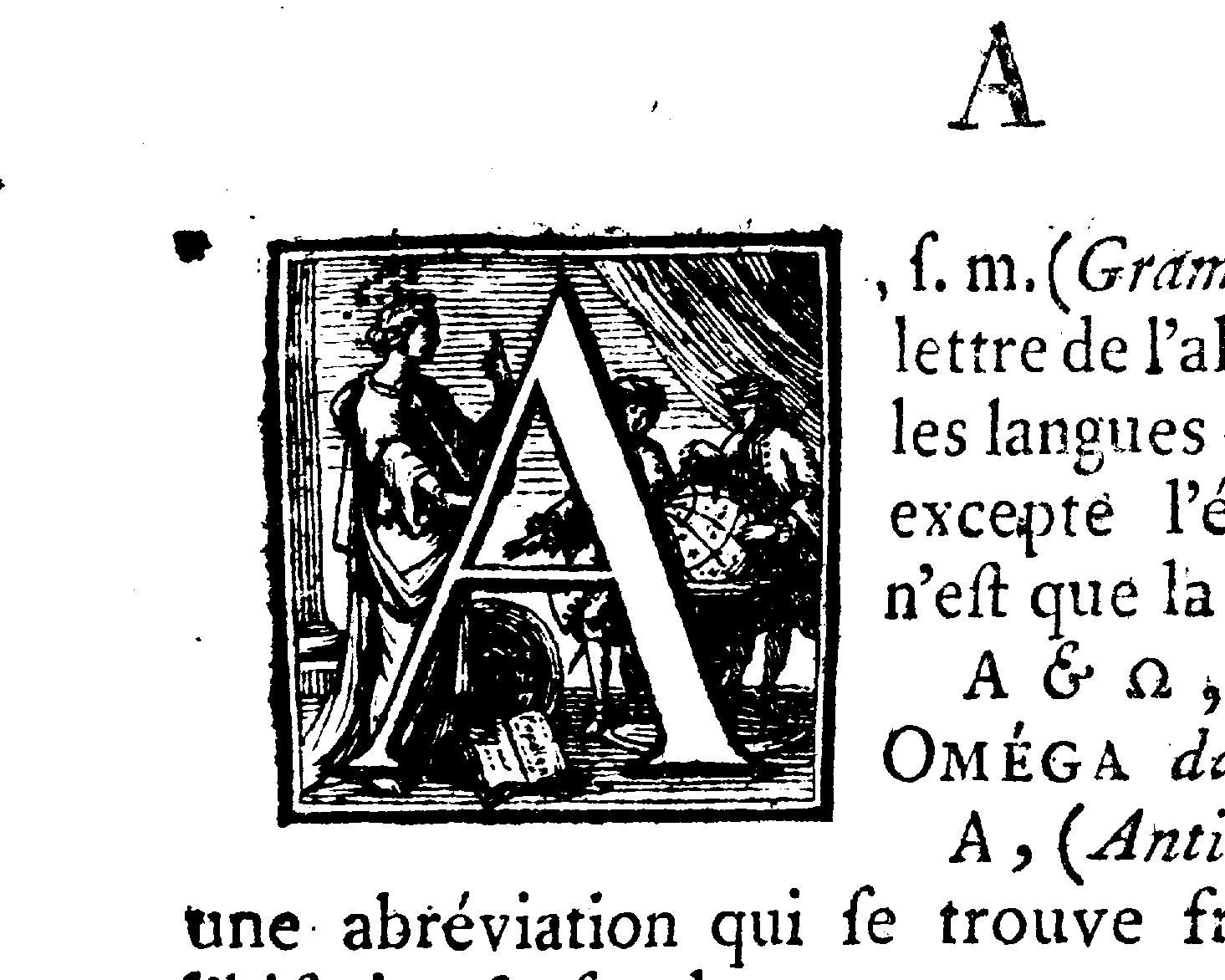
Diderot & d'Alembert (suppl) A

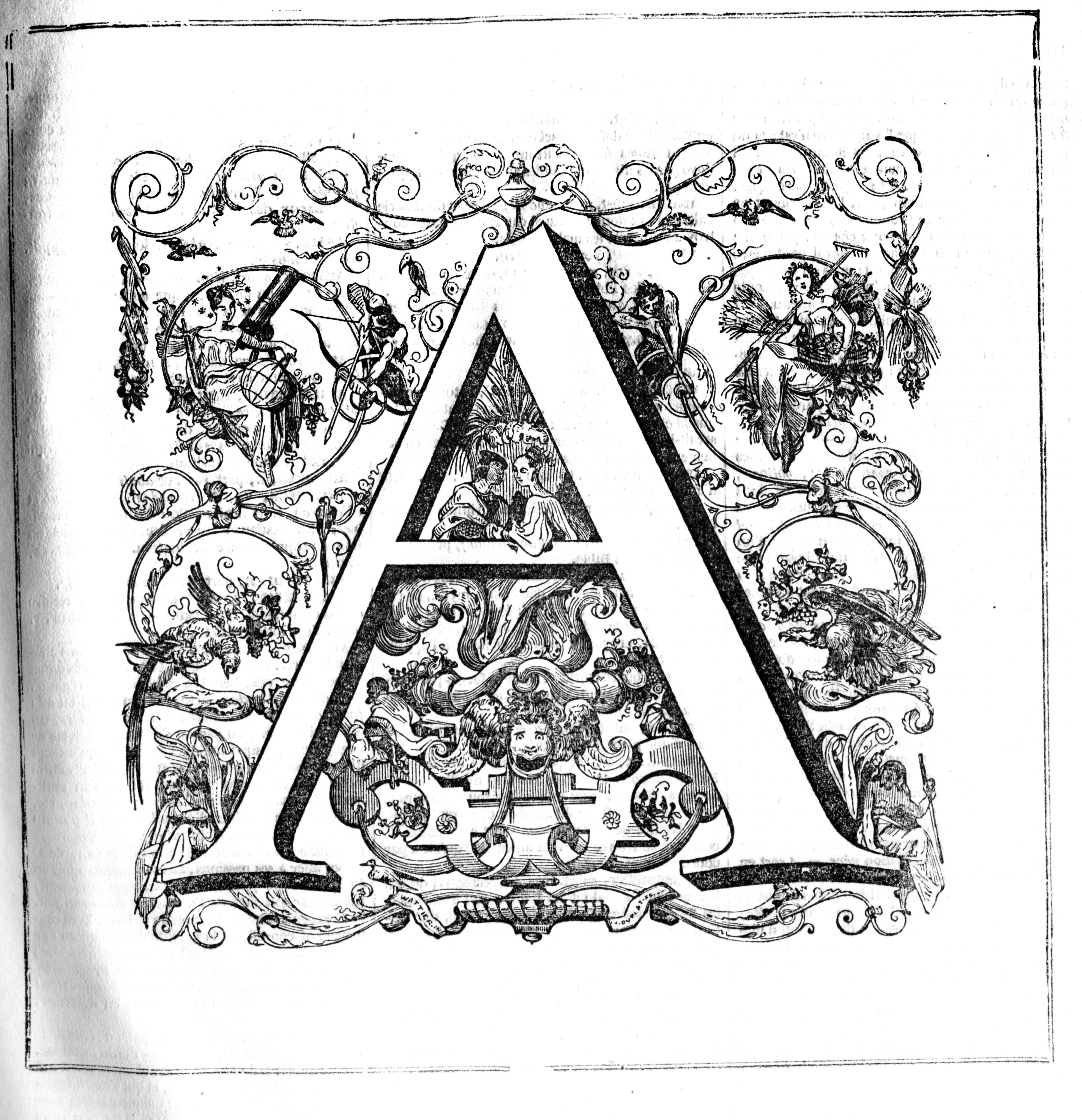
Landais (1834) A

## Évolution
Le principe de combiner lettre et illustration, et de fonder le choix de l'illustration sur la lettre initiale du nom de l'objet représenté n'est pas une nouveauté. Parmi les créateurs de lettres de ce type, on trouve : 
- Au  XIVe siècle : Hans Holbein (Selon Anatole de Courde de Montaiglon, les lettres de M à Z de l'Alphabet de la Mort de Holbein sont fondés sur ce principe) ; Paulini (certains passages des Métamorphoses d'Ovide).
- Au  XVIIe siècle : Claude Mellan (français) ; Giuseppe Maria Mitelli (italien, Alfabeto in Sogno)

Ce principe est communément utilisé dans les abécédaires pour enfants, constituant le principe même de leur conception.
Dès la fin du XVIIe siècle, des iconophores commencent à figurer dans l'ornementation des dictionnaires français. Le premier cas est celui du Dictionnaire général et curieux de César de Rochefort (1685) ; seul iconophore, celui de la lettre A, comme Annonciation.
Le premier ouvrage lexicographique orné d'iconophores de A à Z a été le supplément de l'Encyclopédie de Diderot et d'Alembert (1776). Conformément au titre même de l'ouvrage, (Encyclopédie ou dictionnaire raisonné des sciences, des arts et des métiers), la plupart des lettres ornées mettent en scène des métiers. Ici, A comme astronome (ou comme astronomie).
Lors de l'essor de la presse illustrée (puis du livre illustré), dans les années 1830 en Europe occidentale, l'ornementation iconophorique des dictionnaires devint une mode. Le premier dictionnaire dont les bandeaux (et non seulement les lettrines) sont ornés d'iconophores de A à Z est le Dictionnaire général et grammatical de Napoléon Landais (1834). Les bois gravés provenaient d'un des grands ateliers de gravure parisiens, Andrew Best et Leloir. A comme abondance, agriculture, aigle, alouettes, amitié, ara, Arab, archer, arquebusier, astronomie, avare, aveugle.